# Delia pseudorainieri
Delia pseudorainieri este o specie de muște din genul Delia, familia Anthomyiidae, descrisă de Griffiths în anul 1992. Conform Catalogue of Life specia Delia pseudorainieri nu are subspecii cunoscute.